# Jasień (Berg)
Der Jasień ist mit einer Höhe von 1052 m nach der Mogielica und dem Ćwilin der dritthöchste Berg in den Inselbeskiden in der Woiwodschaft Kleinpolen in Polen. Der Berg liegt im Norden des Tals der Kamienica, eines Zuflusses des Dunajec, im Südosten der Kleinstadt Mszana Dolna im Powiat Limanowski.

## Zugang
- Der Jasień wird auf einem markierten Weg von der Mogielnica aus auf dem Weg zum Pass Przysłop Lubomierski erreicht; die Gehzeit beträgt bis zum Pass 3:20 h (gelbe Markierung).
- Ein weiterer Weg erreicht den Gipfel von Mszana Dolna aus über den niedrigen Gipfel Ogorzała (806 m) in 5:30 h (grüne Markierung).